# SHL M06
SHL M06 – polski motocykl klasy 150 cm³ marki SHL, produkowany w latach 1958–1961 w zakładach KZWM Polmo-SHL w Kielcach. Produkowany w dwóch odmianach: M06-U i M06-T, w łącznej liczbie ok. 34 tysięcy egzemplarzy.

## Historia
Na skutek odwilży politycznej w 1956 roku, oraz w związku z większym zapotrzebowaniem na środki transportu indywidualnego, władze centralnie sterowanej gospodarki Polskiej Rzeczypospolitej Ludowej odstąpiły częściowo od wprowadzonej wcześniej centralizacji przemysłu i zdecydowały umieścić produkcję motocykli także w innych zakładach, poza Warszawską Fabryką Motocykli (WFM). W 1957 roku produkcję motocykli wznowiono w Kieleckich Zakładach Wyrobów Metalowych (KZWM) Polmo-SHL w Kielcach, z których przeniesiono ją uprzednio w 1951 roku do Warszawy. Skierowany tam do produkcji model SHL M06, kontynuujący markę i ciąg oznaczeń SHL M05, był ulepszoną wersją warszawskiego WFM M06, z powiększonym silnikiem. Jego konstrukcję opracowało jeszcze biuro konstrukcyjne WFM.
Główną nowością był silnik S06 o pojemności 148 cm³, rozwinięty na bazie dotychczas stosowanej mniejszej jednostki S01 (123 cm³), produkowany nadal przez WFM, mimo przeniesienia produkcji motocykla do Kielc. Rama motocykla miała taki sam kształt, lecz wykonana była z zamkniętych profili o przekroju prostokątnym zamiast ceowników, co usztywniło konstrukcję. Zastosowano skuteczniejsze pełnopiastowe hamulce bębnowe o średnicy 160 mm. Komfort zwiększyło zastosowanie wygodniejszej wyższej kanapy, głębszych błotników i gumowego elementu pośredniczącego między piastą tylnego koła a zębatką. Motocykl był wykończony w wyższym standardzie, z chromowanym układem wydechowym. Od początku 1958 roku do kwietnia 1959 roku wyprodukowano 10 356 sztuk pierwszej wersji produkcyjnej, oznaczonej M06-U.

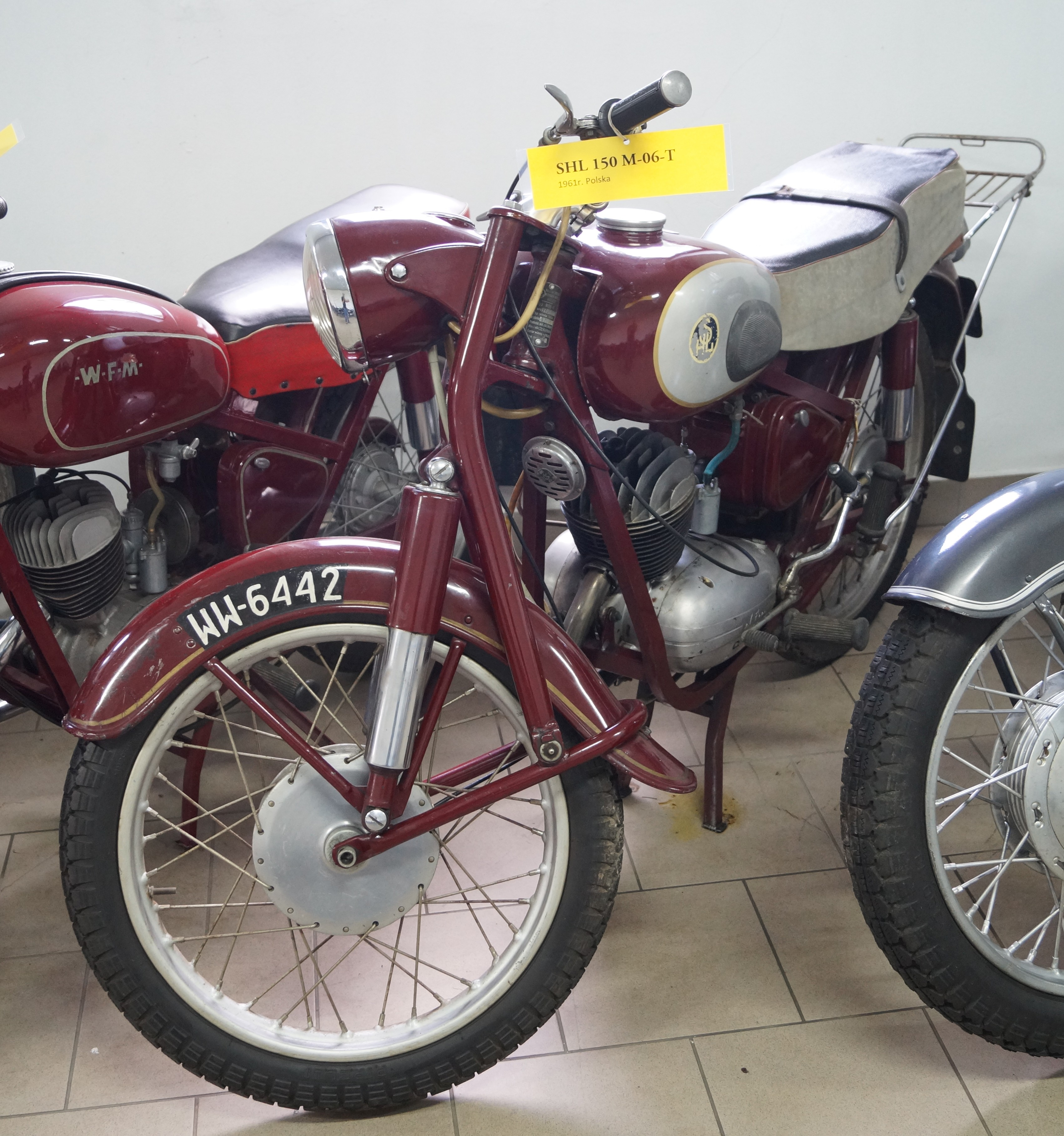
M06-T

Ulepszoną wersją motocykla był M06-T, produkowany od maja 1959 roku. Przekonstruowano w nim przede wszystkim zawieszenie przednie dla polepszenia komfortu jazdy, zastępując widelec teleskopowy ze sprężynami śrubowymi bez tłumienia olejowego przez wahacz pchany z amortyzatorami teleskopowymi z tłumieniem hydraulicznym. Stał się on pierwszym polskim motocyklem z wahaczowym przednim zawieszeniem. Ulepszono też elementy resorujące z tyłu, zwiększając skok koła. Powiększono przedni reflektor (ze 130 do 150 mm), a pozycyjną lampę tylną doposażono w światło stopu. Motocykle lakierowane były standardowo na kolor wiśniowy. Do 1961 roku wyprodukowano 23 370 sztuk modelu M06-T (według innych źródeł, 27 370). Już w 1961 roku został zastąpiony w produkcji przez SHL M11 z większym silnikiem klasy 175 cm³.
Po rozpoczęciu produkcji w 1958 roku model SHL M06 był dostępny jako pierwszy w powojennej Polsce w wolnej sprzedaży, bez talonów, co uzasadniała wyższa cena motocykla. Motocykl kosztował 14 000 zł – aż dwa razy drożej od WFM M06, chociaż mniej od motocykli importowanych (np. Jawa 175 – 18 000 zł). Ograniczona produkcja jednak mimo to nie pokrywała popytu.

## Dane techniczne
| SHL M06 Ogólne - rama: podwójna, typu kołyskowego, spawana z kształtowników o przekroju prostokątnym - zawieszenie: - przednie: widelec teleskopowy ze sprężynami śrubowymi bez tłumienia olejowego, o skoku 145 mm (M06-U) lub dwustronny średni wahacz pchany z dwoma elementami resorującymi ze sprężynami śrubowymi i hydraulicznymi amortyzatorami teleskopowymi dwustronnego działania, o skoku 160 mm (M06-T) - tylne: wahacz wleczony z dwoma elementami resorującymi ze sprężynami śrubowymi i amortyzatorami teleskopowymi dwustronnego działania, o skoku 95 mm (M06-U) lub 105 mm (M06-T) - ogumienie: dętkowe o wymiarach 3.00–19″ - hamulce: bębnowe, średnica 160 mm, powierzchnia okładzin ciernych 232 cm² - siedzenia: kanapa dwuosobowa, poduszka z gumy mikroporowatej - instalacja elektryczna: 6 V, prądnica prądu przemiennego o mocy 28 W, akumulator o poj. 7 Ah, sygnał dźwiękowy i oświetlenie elektryczne - oświetlenie: reflektor przedni o średnicy 130 mm (M06-U) lub 150 mm (M06-T), pozycyjna lampa tylna, w wersji M06-T ze światłem stopu. - zbiornik paliwa: 13 l Wymiary i masy - masa własna: 108 kg - dopuszczalne obciążenie: 160 kg - dopuszczalna masa całkowita: 280 / 290 kg (M06-U/T) - długość: 2020 / 2010 mm (M06-U/T) - rozstaw osi: 1290 mm - szerokość: 660 mm - wysokość: 970 / 960 mm (M06-U/T) Napęd - Silnik: S06 – jednocylindrowy, 2-suwowy z przepłukiwaniem zwrotnym, gaźnikowy, o zapłonie iskrowym, chłodzony powietrzem - Średnica cylindra × skok tłoka: 57 × 58 mm - Pojemność skokowa: 148 cm³ - Stopień sprężania – 6,5 - Moc maksymalna: 6,5 KM (4,8 kW) przy 4850 obr./min - Maksymalny moment obrotowy: 11 Nm (1,1 kGm) przy 3500 obr./min - Sprzęgło: mokre, trzytarczowe, z wkładkami korkowymi - Skrzynia przekładniowa: trzybiegowa, zmiana biegów dźwignią nożną po lewej stronie silnika - Przeniesienie napędu: łańcuchem na tylne koło, przełożenie 3,36 - Gaźnik: typu G20 Dane eksploatacyjne - prędkość maksymalna: 78 km/h - zużycie paliwa: 3,3 l/100 km - najmniejsza średnica zawracania: 4 m (M06-U) lub 3,6 m (M06-T) |